# Кедун Іван Станіславович
Іван Станіславович Кедун (нар. 25 грудня 1980, Миколаїв) — науковець, археолог, викладач, педагог.

## Біографічні відомості
Коли Іванові Кедуну було 2 роки, родина його батьків переїхала з Миколаєва до Новгорода-Сіверського. 1997 року він закінчив у Новгороді-Сіверському гімназію №1.  Того ж року вступив на історичний факультет Ніжинського державного університету імені Миколи Гоголя і закінчив його 2001 року, після чого залишився в ньому на викладацькій роботі спочатку на посаді асистента кафедри всесвітньої історії та міжнародних відноси, а від 2012 року – доцента цієї кафедри .

## Науково-дослідницька діяльність
2012 року захистив дисертацію на здобуття наукового ступеня кандидата історичних наук за темою «Новгород-Сіверський та його округа в Х-ХІІІ ст.» . 
Автор понад 80-ти наукових праць. Керівник кількох археологічних експедицій (Ніжин, Новгород-Сіверський). Науковий керівник спільної науково-дослідної археологічної лабораторії  Інституту Археології  НАН України та НДУ імені Миколи Гоголя. Інститут Археології НАН України надав відкритий лист І.С. Кедуну для проведення археологічних розкопок в межах Чернігівської обл. Спільно з цією науковою установою від 2013 року проводились розвідки та розкопки в Ніжині та Новгороді-Сіверському. Під час робіт вдалось зафіксувати залишки споруд Х – XVII ст. та зібрати колекцію різноманітних археологічних матеріалів, серед яких – вістря стріл, пірофілітові (з рожевого шиферу) пряслиця, монети XVII – XVIII ст. тощо.
Один з організаторів 1-го Всеукраїнського археологічного з’їзду, що відбувся в Ніжині в листопаді 2018 р.
Коло наукових інтересів – середньовічна археологія, експериментальна археологія.

## Список головних наукових праць[5]
- «Підземні споруди ніжинського «грецького кварталу на сучасному етапі дослідження» (2018 р.);
- «Археологічні експерименти на базі центру експериментальної археології НКМ ім. ІГ Спаського та НДУ ім. М. Гоголя» (2017 р.);
- «К вопросу о древнерусских памятниках на территории города Нежина» (у співавторстві, 2016 р.);
- «Археологічні дослідження в околицях міста Ніжин у 2014–2015 рр.» (у співавторстві, 2016 р.);
- «До питання про локалізацію літописного Уненіжа» (у співавторстві, 2016 р.);
- «Післямонгольський Новгород-Сіверський за матеріалами археологічних досліджень» (2014 р.);
- «До питання про розвиток селітряного промислу в Новгороді-Сіверському» (2014 р.);
- «До питання про топографію давньоруських пам’яток на території міста Ніжин» (2014 р.);
- «До питання про першопочатки давньоруського Ніжина» (2013 р.);
- «До питання про початковий період історії Новгорода-Сіверського» (у співавторстві, 2013 р.)
- «Археологічні дослідження" Охоронної Археологічної Служби України" в м. Ніжині в 2004–2009 роках» (у співавторстві, 2010 р.);
- «Дослідження в Ніжині та Новгороді-Сіверському в 2009 р.» (2010 р.);
- «Розкопки в м. Новгород-Сіверський у 2008 р.» (2009 р.);
- «Уточнення історичної топографії Ніжина за матеріалами археологічних досліджень» (у співавторстві, 2007 р.);
- «Археологічні дослідження в Ніжині у 2003-2004 роках» (2006 р.).